# شالابهاسانا

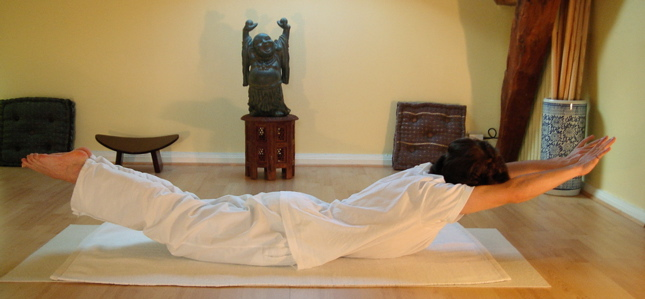
شالابهاسانا

سالابهاسانا یا پورنا سالابهاسانا (سانسکریت: शलभासन ; IAST: Śalabhāsana)، حالت ملخ، یا وضعیت ملخ یک آسانا در یوگا مدرن به عنوان ورزش است.

## ریشه‌شناسی
نام این آسانا از زبان سانسکریت शलभा "shalabh" به معنای ملخ گرفته شده‌است. این حالت در متون هاتا یوگای قرون وسطایی یافت نمی‌شود.

## شرح
روی شکم دراز بکشید و دستان را عقب کشیده. به همراه بازدم، سر، قفسه سینه و پاها را همزمان تا جایی که ممکن است، از زمین بالا بیاورید. دست‌ها و دنده‌ها را از زمین جدا کنید. تنها شکم روی زمین است و وزن بدن را تحمل می‌کند.
باسن را منقبض کنید و ماهچه‌های ران را کشیده کنید. هر دو پا را کاملاً صاف و کشیده نگه دارید. ران‌ها، زانوها و قوزک‌ها را کنار هم نگه دارید. دست‌ها را روی زمین نگذارید و آنها را به عقب کشیده کنید تا قسمت بالایی ماهیچه‌های پشت تقویت شوند.
در این وضعیت با تنفس نرمال توقف کنید.